# Air Viking
Air Viking fue una aerolínea chárter islandesa que operó entre 1970 y 1976.

## Historia
Air Viking fue fundada en Reikiavik a principios de 1970 por inversores privados. La empresa inició sus operaciones en junio de 1970 con un Vickers Vanguard alquilado a Air Canada. Dejó de operar por primera vez a finales de 1970.
Las operaciones de vuelo se reanudaron en agosto de 1973 con un Convair CV-880 arrendado. Air Viking utilizó el avión a reacción para vuelos chárter y subchárter ad hoc para otras compañías aéreas, principalmente a España, Francia, Austria y Suiza. El Convair 880 fue reemplazado en mayo de 1974 por dos Boeing 720 que habían sido entregados originalmente a United Airlines. Con ambos aviones y otro Boeing 720 de Eastern Air Lines, la compañía realizó, entre otros, vuelos chárter desde Islandia a Hamburgo y Düsseldorf para el operador turístico islandés Sunna Travel Bureau. A principios de 1976, Air Viking atravesó dificultades financieras. Las operaciones de vuelo se interrumpieron el 12 de marzo de 1976. Los vuelos chárter a Alemania fueron continuados por la recién fundada Eagle Air of Iceland.

## Flota histórica
Air Viking operó las siguientes aeronaves durante su existencia:
| Aeronaves        | Total | Introducido | Retirado | Matrículas              |
| ---------------- | ----- | ----------- | -------- | ----------------------- |
| Boeing 720       | 3     | 1974        | 1976     | TF-VVB, TF-VVA y TF-VVE |
| Convair 880      | 1     | 1973        | 1974     | TF-AVB                  |
| Vickers Vanguard | 1     | 1970        | 1970     | TF-AVA                  |